# Алексаненков, Андрей Николаевич
Андре́й Никола́евич Алексаненков (род. 27 марта 1969, Москва) — советский и украинский футболист, защитник. Выступал в высших дивизионах СССР, Украины и России. Мастер спорта СССР (1990) и Украины.

## Клубная карьера
Воспитанник футбольной школы московского «Динамо» (тренер — Г. Б. Кузнецов), в котором выступал только за дубль и фарм-клуб. В 1990 году перешёл в состав киевского «Динамо», в котором сыграл 16 матчей в чемпионате СССР и 10 матчей в чемпионате Украины.
Весной 1994 года перешёл в харьковский «Металлист», но из-за травм не сыграл за него ни одного матча. Следующий сезон он провёл в ФК «Николаев», а затем два сезона выступал за «КАМАЗ-Чаллы» в чемпионате России. Из-за рецидива старой травмы был вынужден закончить карьеру игрока в возрасте 27 лет.
После окончания карьеры игрока работал детским тренером в СДЮСШОР «Трудовые резервы» (Москва), с 2005 года по 2016 год работал тренером в СДЮСШОР «Буревестник» (Москва). В настоящее время[когда?] тренирует дублирующие команды «Сокол» Москва 2007, 2003 и 2002 годов рождения.

## Международная карьера
В 1984 году выступал за сборную СССР до 16 лет, сыграл 2 матча.

## Достижения
- Чемпион Украины: 1992/93
- Обладатель Кубка Украины: 1992/93
- Серебряный призёр чемпионата Украины: 1992
- Чемпион СССР среди дублёров: 1990